# Нора Спрингс (Ајова)
Нора Спрингс (енгл. Nora Springs) град је у америчкој савезној држави Ајова. По попису становништва из 2010. у њему је живело 1.431 становника.

## Демографија
Према попису становништва из 2010. у граду је живело 1.431 становника, што је -101 (-6.6%) становника више него 2000. године.
| Група             | 2000.         | 2010.         |
| Белци             | 1.516 (99,0%) | 1.400 (97,8%) |
| Афроамериканци    | 1 (0,1%)      | 1 (0,1%)      |
| Азијати           | 0 (0,0%)      | 3 (0,2%)      |
| Хиспаноамериканци | 13 (0,8%)     | 20 (1,4%)     |
| Укупно            | 1.532         | 1.431         |